# Against All Odds (2012)
Pour les articles homonymes, voir Against All Odds.
L'édition 2012 de Against All Odds est une manifestation de catch professionnel télédiffusée et visible uniquement en paiement à la séance. L'événement, produit par la Total Nonstop Action Wrestling, a eu lieu le 12 février 2012 au l'Impact Wrestling! Zone, à Orlando (Floride) aux États-Unis. Il s'agit de la huitième édition de Against All Odds. Jeff Hardy, James Storm, Bobby Roode, Velvet Sky et Gail Kim sont en vedette de l'affiche promotionnelle (officielle).

## Contexte
Les spectacles de la Total Nonstop Action Wrestling en paiement à la séance sont constitués de matchs aux résultats prédéterminés par les scénaristes de la TNA. Ces rencontres sont justifiées par des storylines - une rivalité avec un catcheur, la plupart du temps - ou par des qualifications survenues dans les émissions de la TNA telles que Impact Wrestling et Xplosion. Tous les catcheurs possèdent un gimmick, c'est-à-dire qu'ils incarnent un personnage face (gentil) ou heel (méchant), qui évolue au fil des rencontres. Un pay-per-view comme Against All Odds est donc un évènement tournant pour les différentes storylines en cours.

### Kazarian contre AJ Styles
Kazarian qui a tourné le dos à son ami A.J. Styles et ex-collaborateur du groupe Fortune pour rejoindre la cause de Christopher Daniels. Daniels donne des ordres à Kazarian qui suit ses ordres à contre cœur. Daniels décide donc de voir Kazarian face à AJ Styles lors de Against All Odds. Sting accepte donc ce match mais Kazarian devra lui s’expliquer avec AJ.

### Crimson et Matt Morgan contre Samoa Joe et Magnus
Crimson et Matt Morgan ont remporté le championnat du monde par équipe de la TNA lors d'Impact Wrestling du 14 novembre 2011 face à la Mexican America. Depuis ils ont défendu leurs titres lors de 4 événements et affronteront une nouvelle fois Samoa Joe et Magnus (1re fois à Genesis 2012, eux qui les attaquent sans cesse depuis qu'ils ont gagné les championnats du monde par équipe de la TNA.

## Matches de la soirée
| #                                                                | Match.                                                                               | Stipulation                                                                                       | Durée |
| ---------------------------------------------------------------- | ------------------------------------------------------------------------------------ | ------------------------------------------------------------------------------------------------- | ----- |
| 1                                                                | Zema Ion bat Jesse Sorensen par Décompte à l’extérieur                               | Match simple pour déterminer le nouveau challenger no 1 au Championnat de la Division X de la TNA | 4:35  |
| 2                                                                | Robbie E (c) bat Shannon Moore                                                       | Match simple pour le Championnat de la Télévision de la TNA                                       | 9:31  |
| 3                                                                | Gail Kim (c) (avec Madison Rayne) bat Tara                                           | Match simple pour le Championnat féminin des Knockouts de la TNA                                  | 6:46  |
| 4                                                                | Samoa Joe et Magnus battent Crimson (c) et Matt Morgan (c)                           | Match par équipe pour le Championnat du monde par équipe de la TNA                                | 9:59  |
| 5                                                                | Austin Aries (c) bat Alex Shelley                                                    | Match simple pour le Championnat de la Division X de la TNA                                       | 14:25 |
| 6                                                                | Kazarian(avec Christopher Daniels) bat A.J. Styles                                   | Match simple                                                                                      | 18:17 |
| 7                                                                | Gunner (avec Eric Bischoff) bat Garrett Bischoff (avec Hulk Hogan)                   | Match simple                                                                                      | 12:50 |
| 8                                                                | Bobby Roode (c) bat Bully Ray, James Storm et Jeff Hardy. (Sting en arbitre spécial) | Fatal Four Way match pour le Championnat du monde Poids-Lourds de la TNA.                         | 15:12 |
| (c) désigne le(s) champion(s) défendant son titre dans le match. |                                                                                      |                                                                                                   |       |